# Affaire Taoufik Amri
Pour les articles homonymes, voir Amri.
L'affaire Taoufik El-Amri a eu lieu en 2006. Un ouvrier tunisien Taoufik El-Amri, disparaît la nuit du 22 novembre à Nantes, puis est retrouvé mort noyé en décembre 2006 dans la même ville. Après enquête, il apparaît que Taoufik El-Amri a été interpellé par une équipe de la police nationale le soir de sa disparition, ce que les policiers en question ont caché. Les trois policiers sont finalement condamnés à deux mois d'emprisonnement avec sursis pour faux témoignage.

## Circonstances de sa disparition
Le 22 novembre 2006, Taoufik El-Amri, un ouvrier intérimaire tunisien, passe la soirée à Nantes avec deux collègues quand il est interpellé ivre par la police patrouillant dans le secteur à la suite du signalement d'un voleur,. Aucune trace de l'interpellation n'est alors enregistrée, ni dans la main courante, ni dans les conversations radio de la police.
Le 24 novembre 2006, sans nouvelles de son mari, Priscillia Amri signale sa disparition au commissariat d'Alençon.

## Récupération du corps et enquête policière
Le corps de Taoufik El-Amri est repêché le 12 décembre 2006, dans le canal Saint-Félix. L'homme est retrouvé sans son portefeuille ni traces de lutte, même si Stéphane Autin du ministère public fait état d'ecchymoses sur ses bras. L'autopsie révèle un taux de 3,74 grammes d'alcool dans le sang et l'absence d'eau dans ses poumons. L'hydrocution est donc indiquée comme cause de la mort.
Nicolas Sarkozy, alors ministre de l'Intérieur, demande un rapport à l'Inspection générale de la Police nationale (IGPN).
Les trois policiers qui avaient interpellé l'ouvrier ont, dans un premier temps, nié avoir croisé son chemin, puis ont menti sur l'endroit où ils ont déposé l'ouvrier. Lors de l'audience du 28 janvier 2009, ils reconnaissent le faux témoignage.

## Poursuites judiciaires
Six mois d'emprisonnement sont requis contre les policiers. Ils sont finalement condamnés à quatre mois d'emprisonnement avec sursis et décideront de faire appel contre l'accusation de délaissement (la justice estimant qu'ils auraient dû accompagner Taoufik El-Amri en cellule de dégrisement vu son état d'ébriété),. Finalement, la cour d'appel de Rennes prononce la relaxe pour l'accusation de délaissement, mais confirme les peines de deux mois d'emprisonnement avec sursis pour faux-témoignage.
Une autre procédure, liée à cette affaire, a été menée à l'encontre d'un sans-abri prénommé Mehdi. Celui-ci fut suspecté d'avoir rencontré l'ouvrier juste après les policiers et de s'être battu avec lui. Cette procédure aboutira finalement à un non-lieu.